# Стшельно
Стшельно (пол. Strzelno) — город в Польше, входит в Куявско-Поморское воеводство, Могиленский повят. Имеет статус городско-сельской гмины. Занимает площадь 4,46 км².  Население гмины — 12 486 чел. (перепись населения 2005 года), в т.ч. около половины проживает на территории самого города .

## История

### Знаменитые уроженцы города
- Альберт Абрахам Майкельсон (1852-1931), американский физик, лауреат Нобелевской премии[2].